# Martin Kreuzriegler
Martin Kreuzriegler (Ausztria, 1994. január 10. –) osztrák korosztályos válogatott labdarúgó, a Grazer AK hátvédje.

## Pályafutása

### Klubcsapatokban
Kreuzriegler Ausztriában született. Az ifjúsági pályafutását a SV Reichraming csapatában kezdte, majd az AKA Linz akadémiájánál folytatta.
2012-ben mutatkozott be a Blau-Weiß Linz másodosztályban szereplő felnőtt keretében. 2014 és 2018 között az SV Horn, az Austria Lustenau és a Floridsdorfer AC, illetve a máltai Hibernians csapatát erősítette. 2018-ban visszatért a Blau-Weiß Linz-hez. 2020 nyarán a norvég Sandefjordhoz igazolt. 2022. január 25-én másféléves szerződést kötött a lengyel másodosztályban érdekelt Widzew Łódź együttesével. Először a 2022. február 25-ei, Arka Gdynia ellen 5–2-re elvesztett mérkőzés 78. percében, Daniel Tanzyna cseréjeként lépett pályára. A 2021–22-es szezonban feljutottak az első osztályba. Első gólját 2022. október 16-án, a Zagłębie Lubin ellen hazai pályán 3–0-ra megnyert találkozón szerezte meg.

### A válogatottban
Kreuzriegler az U16-os, az U17-es, az U18-as és az U19-es korosztályú válogatottakban is képviselte Ausztriát.

## Statisztikák
2023. február 10. szerint
| Klub        | Szezon   | Osztály     | Bajnokság | Bajnokság | Kupa és Ligakupa | Kupa és Ligakupa | Nemzetközi | Nemzetközi | Összesen | Összesen |
| Klub        | Szezon   | Osztály     | Meccs     | Gól       | Meccs            | Gól              | Meccs      | Gól        | Meccs    | Gól      |
| ----------- | -------- | ----------- | --------- | --------- | ---------------- | ---------------- | ---------- | ---------- | -------- | -------- |
| Sandefjord  | 2020     | Eliteserien | 24        | 1         | 0                | 0                | —          | —          | 24       | 1        |
| Sandefjord  | 2021     | Eliteserien | 27        | 1         | 0                | 0                | —          | —          | 27       | 1        |
| Sandefjord  | Összesen | Összesen    | 51        | 2         | 0                | 0                | 0          | 0          | 51       | 2        |
| Widzew Łódź | 2021–22  | I Liga      | 13        | 0         | 0                | 0                | —          | —          | 13       | 0        |
| Widzew Łódź | 2022–23  | Ekstraklasa | 19        | 2         | 1                | 0                | —          | —          | 20       | 2        |
| Widzew Łódź | Összesen | Összesen    | 32        | 2         | 1                | 0                | 0          | 0          | 33       | 2        |
| Összesen    | Összesen | Összesen    | 83        | 4         | 1                | 0                | 0          | 0          | 84       | 4        |

## Sikerei, díjai
Widzew Łódź
- I Liga
  - Feljutó (1): 2021–22